# Markus Nierth

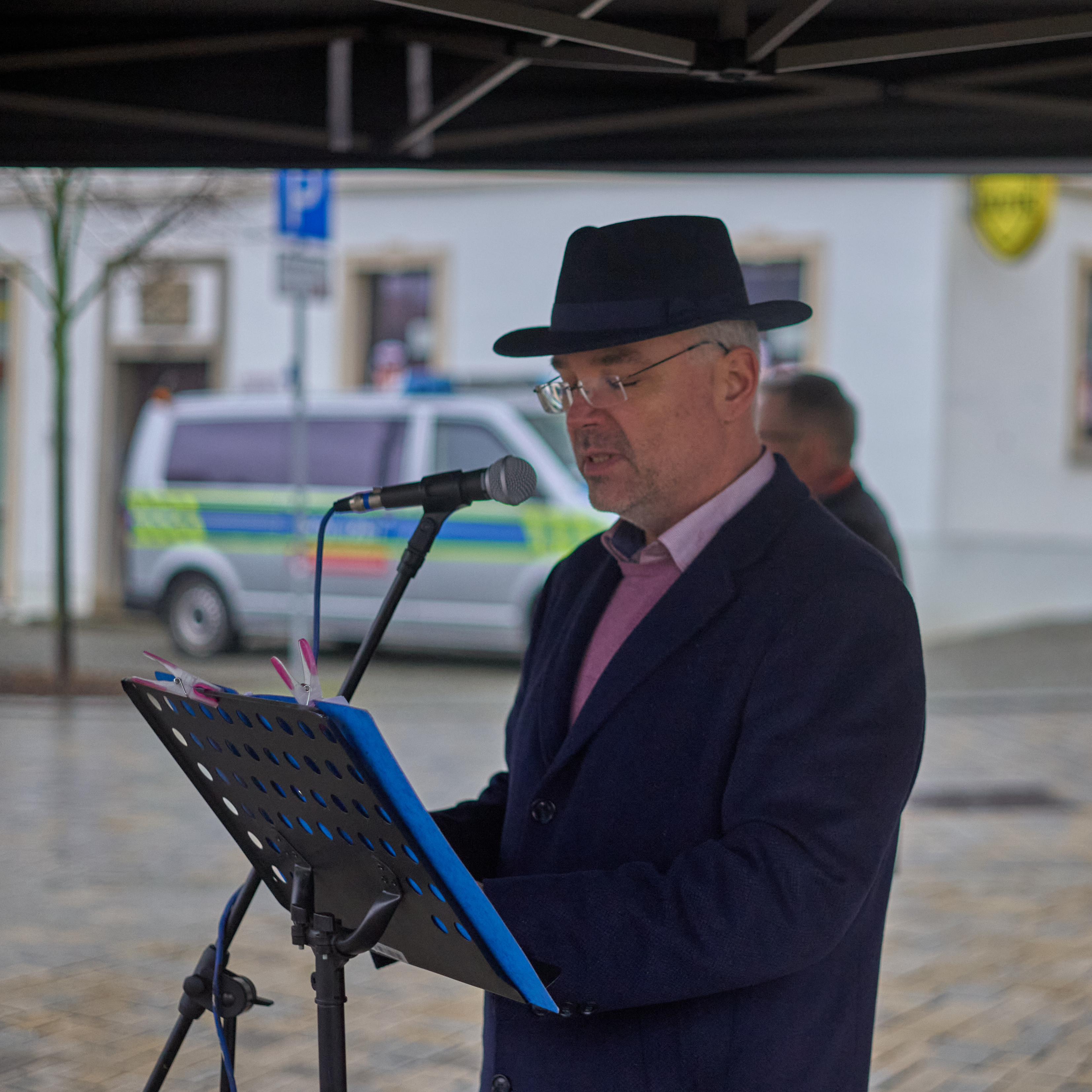
Markus Nierth als Redner auf der Kundgebung „Nie wieder ist jetzt“ am 11. Februar 2024 in Zeitz

Markus Nierth (* 9. Februar 1969 in Eisleben) ist ein deutscher evangelischer Theologe, Trauerredner und Referent zu gesellschaftspolitischen Themen, der im Zusammenhang mit dem Brandanschlag von Tröglitz und den folgenden politischen Diskussionen deutschlandweit Bekanntheit erlangte.

## Leben
Nierth wuchs von 1969 bis 1980 in Schraplau und von 1980 bis 1986 in Weißenfels auf. Sein Vater Wolfram Nierth war Pfarrer und Superintendent und 1976 Hauptinitiator des Querfurter Papiers. Als 16-Jähriger siedelte er mit seinen Eltern aus der DDR nach Hofheim am Taunus über und studierte nach dem Abitur 1989 evangelische Theologie an der Lutherischen Theologischen Hochschule Oberursel und an der Eberhard Karls Universität Tübingen. Er wollte Pfarrer der Evangelischen Kirche in Hessen und Nassau werden. Von 1997 bis 1999 absolvierte er in Rimbach (Odenwald) sein Vikariat. Wegen schlechter Chancen auf eine Pfarrstelle ging er 1999 nach Tröglitz in Sachsen-Anhalt, um dort in der ehemaligen DDR mit Spenden eine evangelische Gemeinde aufzubauen. Seinen Unterhalt erwirbt er als freiberuflicher Trauerredner. Nierth ist seit 2009 in zweiter Ehe verheiratet.

## Politik und Rücktritt
Markus Nierth ist parteilos. Von 2009 bis 2015 war er auf Vorschlag der CDU ehrenamtlicher Ortsbürgermeister von Tröglitz. Als er sich für die Unterbringung von 40 Flüchtlingen in Tröglitz einsetzte, führten fremdenfeindliche Tröglitzer, Mitglieder des NPD-Kreisverbandes und diesen nahestehende Kreise ab Januar 2015 jeden Sonntag Protestmärsche durch die Ortschaft. Angemeldet wurden die „Sonntagsspaziergänge“ von dem NPD-Kreitagsabgeordneten Steffen Thiel (* 1976). Nierth lud daraufhin zum sonntäglichen Friedensgebet in seine Kirche ein, um ein Zeichen für Weltoffenheit in Tröglitz zu setzen. Als die NPD plante, die Endkundgebung nach der zehnten Demonstration vor seinem Privathaus abzuhalten, und der Burgenlandkreis als Versammlungsbehörde hiergegen nicht einschritt, legte Nierth im März 2015 sein Amt nieder. Nierth sah sich von Landrat Götz Ulrich, den demokratischen Parteien und der Nachbarschaft alleingelassen. Der dpa sagte er: „Meine Frau und ich wurden zur persönlichen Zielscheibe.“ Dennoch betonte Nierth immer wieder, Tröglitz sei kein radikaler Ort, jedoch fehlten die Sozialstrukturen. Dass im Ort 40 Asylbewerber untergebracht werden sollten, hätte anders vorbereitet werden müssen. Nach dem Brand der vorgesehenen Asylunterkunft am 4. April 2015 stellte Nierth privaten Wohnraum zur Verfügung. Er erhielt mehrfach Morddrohungen und stand mit seiner Familie fast ein Jahr lang unter Polizeischutz.
Der Kreistag bekräftigte im März das Vorhaben und sprach sich mehrheitlich für die Aufnahme von Asylbewerbern in Tröglitz aus. Landrat Götz Ulrich sah darin ein „Signal“, dass man nicht einknicke vor Demonstrationen, die von der NPD organisiert würden. Vier Familien wurden in Tröglitzer Privatwohnungen untergebracht. Mit seiner Familie betreute Markus Nierth als Pate drei afghanische Familien; wegen dieses Engagements wurde er weiter angefeindet. Seine Erlebnisse verarbeitete er gemeinsam mit Juliane Streich in dem Buch Brandgefährlich - Wie das Schweigen der Mitte die Rechten stark macht. Erfahrungen eines zurückgetretenen Ortsbürgermeisters, Chr. Links Verlag, Berlin 2016. Seither wird Nierth als Podiums-Gast und Referent zu gesellschaftspolitischen Themen wie Hasskriminalität, Stärkung von Zivilgesellschaft und Ursachen politischer Radikalisierung eingeladen.

## Reaktionen
Der Fall aus dem kleinen Ort in Sachsen-Anhalt zog bundesweite Aufmerksamkeit auf sich. SPD-Generalsekretärin Yasmin Fahimi sagte, der Fall von Bürgermeister Markus Nierth bewege sie und sie verstehe die Sorge, die er sich um seine Familie mache. Fahimi: „Und ich verstehe die Verzweiflung, die Nierth angesichts der Untätigkeit der Behörden verspürt hat, die offenbar zu wenig getan haben gegen die rechtsextremistischen Umtriebe in dem Ort.“ Weiter sagte sie, es könne nicht angehen, dass jemand zurücktreten müsse, weil er sich für Minderheiten engagiere und sich Neonazis in den Weg gestellt habe. Sachsen-Anhalts Ministerpräsident Reiner Haseloff (CDU) bedauerte Nierths Rücktritt als Ortsbürgermeister.
Am 22. April 2017 wurden Susanna und Markus Nierth vom Bund der Lutherstädte mit dem Preis „Das unerschrockene Wort“ ausgezeichnet.
2018 folgte die Ernennung von Markus und Susanna Nierth als Botschafter für Demokratie und Toleranz durch das Bündnis für Demokratie und Toleranz in Berlin.

## Werk
- Markus Nierth, Juliane Streich: Brandgefährlich: Wie das Schweigen der Mitte die Rechten stark macht – Erfahrungen eines zurückgetretenen Ortsbürgermeisters, Ch. Links Verlag, Berlin 2016, ISBN 978-3-86153-909-4.